# Franco Marmiroli
Franco Marmiroli (Polesine, 8 maggio 1938 – Gonzaga, 31 marzo 2025) è stato un calciatore italiano, di ruolo centrocampista.

## Carriera
Dopo tre anni in Serie B con la maglia del Parma, nella stagione 1960-1961 fa parte della rosa della Roma, senza tuttavia disputare gare in campionato né nella Coppa delle Fiere vinta proprio dai giallorossi.

Marmiroli (in piedi, secondo da sinistra) nel Parma del 1957-1958

Viene poi ceduto nella sessione autunnale del calciomercato al Genoa, con cui totalizza nel resto della stagione 18 presenze ed una rete in Serie B.
Dopo una stagione sempre fra i cadetti al Modena dove conquista la promozione in Serie A realizzando 2 reti in 24 presenze, si trasferisce in Calabria dove diviene un punto fermo del Cosenza degli anni sessanta, disputando fra l'altro 67 gare in Serie B, condite da 7 gol, tra il 1962 ed il 1964.
Retrocesso in Serie C rimane sempre nel Cosenza fino al 1968, lasciando la squadra calabrese dopo aver totalizzato 122 partite di campionato con 14 gol all'attivo. Passa alla Cremonese nella stagione 1966-1967 in Serie C contribuendo alla salvezza.
Chiude la carriera vestendo la maglia del Guastalla, in Serie D, dove rimane sino al 1972.
In carriera ha totalizzato complessivamente 164 presenze e 24 reti in Serie B.